# Jan Kropidło

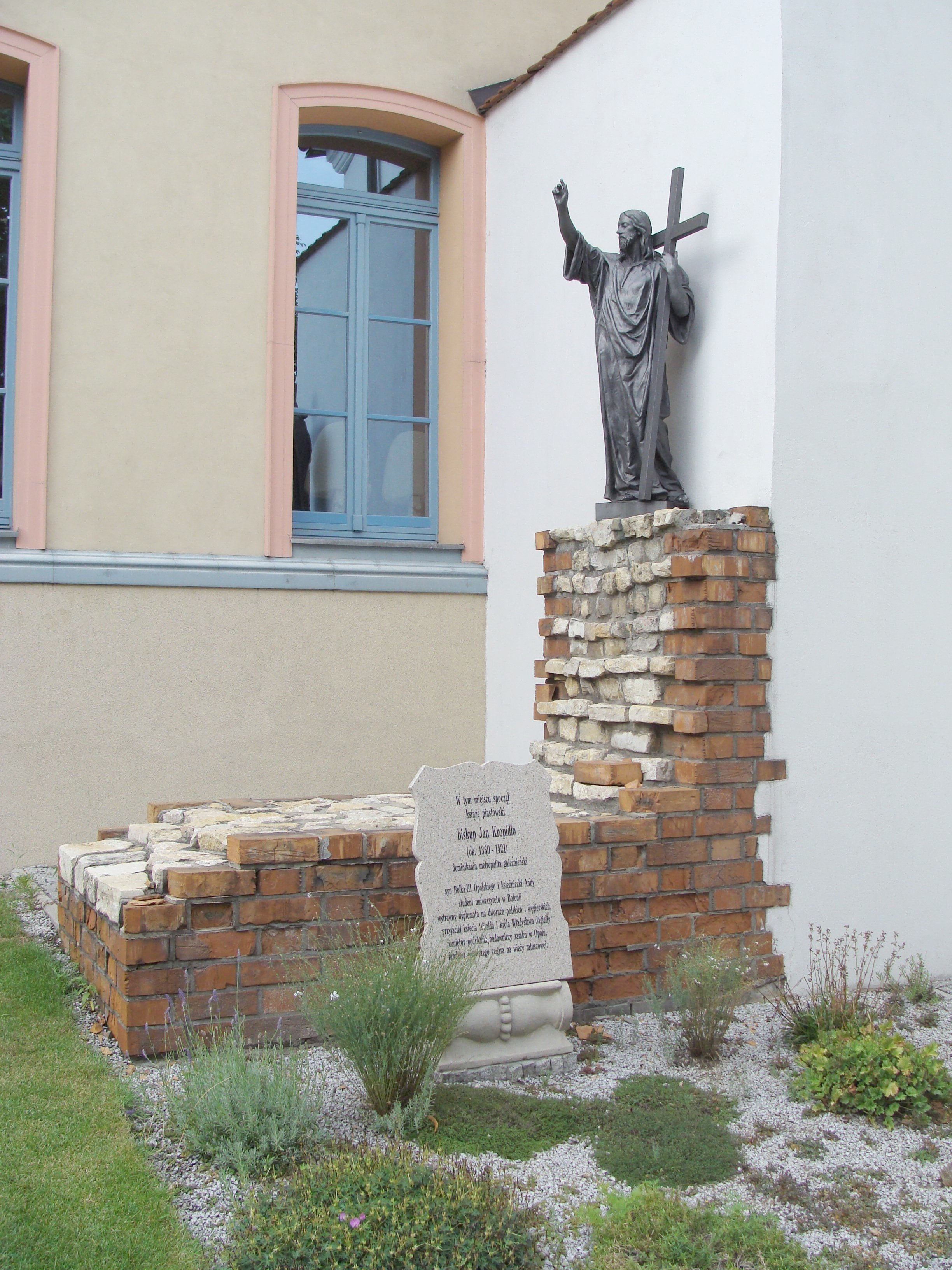
Grób Jana Kropidły w Opolu

Jan Kropidło (ur. pomiędzy 1360 a 1364, zm. 3 marca 1421 w Opolu) – w latach 1382–1396 książę strzelecki, od 1396 książę opolski, razem z braćmi, władca świecki tylko formalnie (kariera duchowna), 1382–1384 biskup poznański, 1384–1389 biskup włocławski, 1389–1394 nominat (urzędu nie objął) arcybiskup gnieźnieński, 1394–1398 biskup kamieński, 1398–1402 biskup chełmiński, od 1402 ponownie biskup włocławski.

## Życiorys
Był najstarszym synem księcia strzeleckiego Bolka III i nieznanej bliżej Anny. Przydomek Kropidło – otrzymał z powodu gęstych i kręconych włosów. Z nieznanych powodów, pomimo że był najstarszy z czwórki męskiego rodzeństwa, został przeznaczony do stanu duchownego. Szybką karierę zawdzięczał swojemu stryjowi księciu Władysławowi Opolczykowi.
Dzięki wsparciu Opolczyka już w wieku kilkunastu lat w 1379 r. został prepozytem kapituły spiskiej skąd czerpał znaczne dochody. Objęcie funkcji kościelnej nie przeszkodziło Kropidle w wyjeździe na studia prawnicze i teologiczne do Pragi i Bolonii.
W 1382 r. Kropidło powrócił do kraju, gdzie dzięki poparciu węgierskiego dworu Ludwika Andegaweńskiego otrzymał urząd biskupa poznańskiego. Na nowej stolicy biskupiej przebywał tylko dwa lata, bowiem w 1384 r. objął bardziej dochodowe biskupstwo kujawskie.
W 1388 r. po śmierci arcybiskupa Bodzanty miał objąć stanowiska – metropolity gnieźnieńskiego. Pomimo zgody i nominacji papieskiej nie udało się jednak Kropidle objąć tego urzędu. Decydujący głos miał bowiem król Władysław Jagiełło, który wobec zataczającego coraz większe kręgi konfliktu z Władysławem Opolczykiem wolał nie ryzykować obsadzenia najważniejszego urzędu kościelnego w państwie niepewnym politycznie Piastem opolskim. Z faktem tym Jan Kropidło początkowo nie chciał się pogodzić próbując zorganizować oddziały zbrojne i zawładnąć arcybiskupstwem siłą. Spór o obsadzenie stolca arcybiskupiego trwał aż do 1394 r., kiedy ostatecznie książę opolski nie mogąc wyegzekwować od Jagiełły uznania na stanowisku, zrezygnował. Okres walki o tron arcybiskupi był dla Jana zapewne najcięższy, gdyż przyzwyczajony dotąd do wystawnego życia utracił większość dochodów i musiał drastycznie ograniczyć swoje wydatki.
Nie mogąc zostać arcybiskupem w 1394 r. Jan wystarał się o biskupstwo kamieńskie. Dochody diecezji były jednak znikome, w związku z tym wystarał się u papieża prawa do czerpania dochodów z dóbr biskupstwa poznańskiego. Także i tym razem sprzeciw Władysława Jagiełły uniemożliwił mu objęcie bogatych prebend. W 1398 r. został przeniesiony na bardziej majętne biskupstwo chełmińskie leżące w całości na terenie zakonu krzyżackiego. W 1399 r. podróżującego w przebraniu przez Polskę biskupa zatrzymali w Kaliszu ludzie Władysława Jagiełły zmuszając go do złożenia przysięgi lojalności.
W 1401 r. zmarł stryj Jana, książę opolski Władysław, co umożliwiło ostateczne pogodzenie się króla polskiego z biskupem i objęcie na powrót stanowiska biskupa we Włocławku. Tym razem Jan pozostał biskupem kujawskim już do swojej śmierci. Stanowisko hierarchy we Włocławku do najłatwiejszych nie należało, głównie na skutek położenia diecezji w dwóch zwalczających się państwach, w państwie zakonu krzyżackiego i Polsce. Szczególnych trudności w sprawowaniu godności biskupa nastręczał fakt przynależności do diecezji Pomorza Gdańskiego, co było bardzo niewygodne dla zakonu, który robił, co tylko mógł, by uniemożliwić Janowi normalne rządy. Fakt ten powodował coraz większą chęć współpracy Kropidły z Polską, co szczególnie ujawniło się podczas wielkiej wojny z zakonem krzyżackim w 1410 r., kiedy dzięki mediacji biskupa gdańszczanie złożyli królowi hołd.
Opowiedzenie się w konflikcie po stronie polskiej przyniosło w 1411 r. księciu opolskiemu uwięzienie ze strony rajców miejskich Wrocławia, którzy jako poddani korony czeskiej, czyli sprzymierzeńca zakonu, postanowili zneutralizować działalność biskupa. Wolność odzyskał Jan dopiero po trzech miesiącach na skutek osobistej interwencji króla węgierskiego Zygmunta Luksemburczyka. Rajcy wrocławscy zostali zmuszeni do upokarzającej ceremonii przeprosin. W ogóle stosunki Jana z Luksemburgami układały się wręcz wzorcowo (i to pomimo równie dobrych stosunków po 1401 r. z Jagiełłą, raczej do Zygmunta zbyt przyjaźnie nie nastawionego), co rychło przyniosło biskupowi nowe źródła dochodów w postaci opactw w Szekszárdzie i Pannonhalma.  Był sygnatariuszem aktu Unii horodelskiej 1413 roku.
W latach 1415–1417 Jan Kropidło wziął udział w Soborze w Konstancji mającym zakończyć wielką schizmę w Kościele katolickim. Pobyt na soborze Jan wykorzystał do uzyskania od Krzyżaków, dzięki wpływom w kurii i poparciu delegacji polskiej, gwarancji nienaruszalności dóbr biskupstwa na Pomorzu Gdańskim. Inną sprawą załatwioną po myśli biskupa było ukaranie Wrocławia za bezprawne uwięzienie kilka lat wcześniej.
Jako biskup włocławski Jan Kropidło był doskonałym zarządcą i dzięki jego rządom dochody biskupstwa znacznie się zwiększyły. Dbał również o podniesienie rangi diecezji, czemu miała m.in. służyć budowa wspaniałej katedry.
Książę-biskup zmarł 3 marca 1421 w Opolu, któremu zapisał w testamencie znaczne sumy pieniężne, dzięki czemu miasto mogło zostać gruntownie przebudowane. Został pochowany w opolskim kościele dominikanów, ob. kościół Matki Boskiej Bolesnej i św. Wojciecha w Opolu. Przez całe życie, mimo posiadanych stanowisk kościelnych, Jan używał tytułu najpierw księcia strzeleckiego, potem opolskiego. Wielokrotnie też udzielał zgody na ważniejsze posunięcia polityczne młodszych braci, potem bratanków. Była to z pewnością barwna i bardzo oryginalna postać, lecz jego dosyć lekkie obyczaje nie do końca licowały z powagą piastowanych stanowisk kościelnych. Dało się też zauważyć pewną ewolucję Jana jako polityka – z politycznego warchoła, który uczyniłby wszystko, by podnieść swoje dochody, do męża stanu uporczywie walczącego o racje powierzonego mu biskupstwa na soborze w Konstancji (nawet jeśli i w tym przypadku walczył przy okazji o swoje dochody)
Obecnie w Opolu jest ul. Kropidły.